# Ettringen (Wertach)

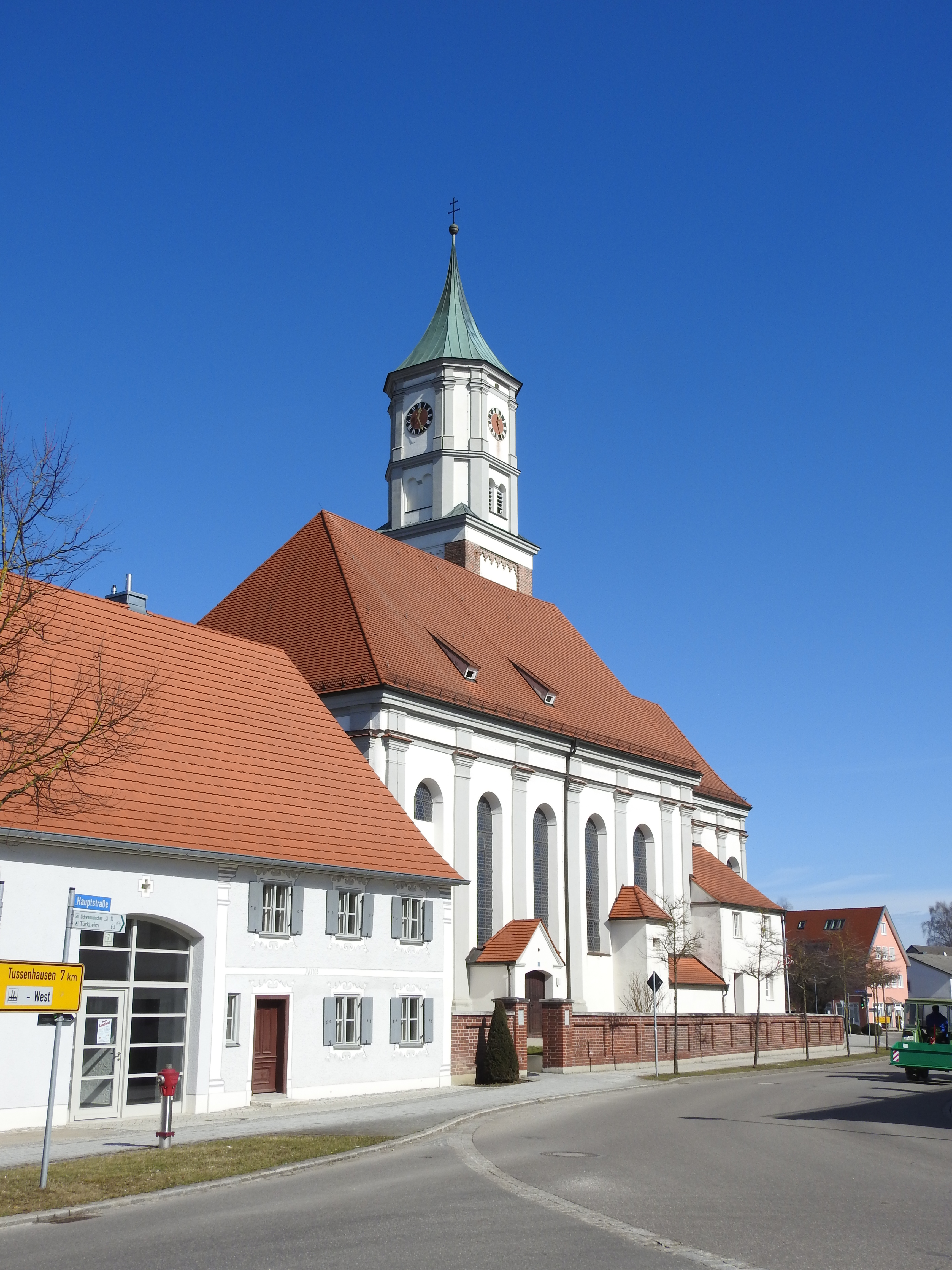
Ettringen – Dorfmitte

Ettringen ist eine Gemeinde und ein Pfarrdorf im schwäbischen Landkreis Unterallgäu.

## Geografie

### Lage
Ettringen liegt in der Region Donau-Iller beidseitig der Wertach. Der größere Teil der Siedlung liegt westlich des Flusses.

### Gemeindegliederung
Es gibt 11 Gemeindeteile (in Klammern ist der Siedlungstyp angegeben):
- Aletshofen (Weiler)
- Ettringen (Pfarrdorf)
- Ettringermühle (Einöde)
- Felderhof (Einöde)
- Forsthofen (Dorf)
- Höfen (Dorf)
- Kirch-Siebnach (Weiler mit Kirche)
- Ostettringen (Gut)
- Siebnach (Pfarrdorf)
- Traunried (Dorf)
- Ziegelstadel (Einöde)

Außerdem liegen noch einzelne Höfe an der Markt Walder Straße, der Augsburger Straße und der Höfener Straße.
Das Gemeindegebiet setzt sich aus den Gemarkungen Ettringen, Siebnach und Traunried zusammen.

## Geschichte

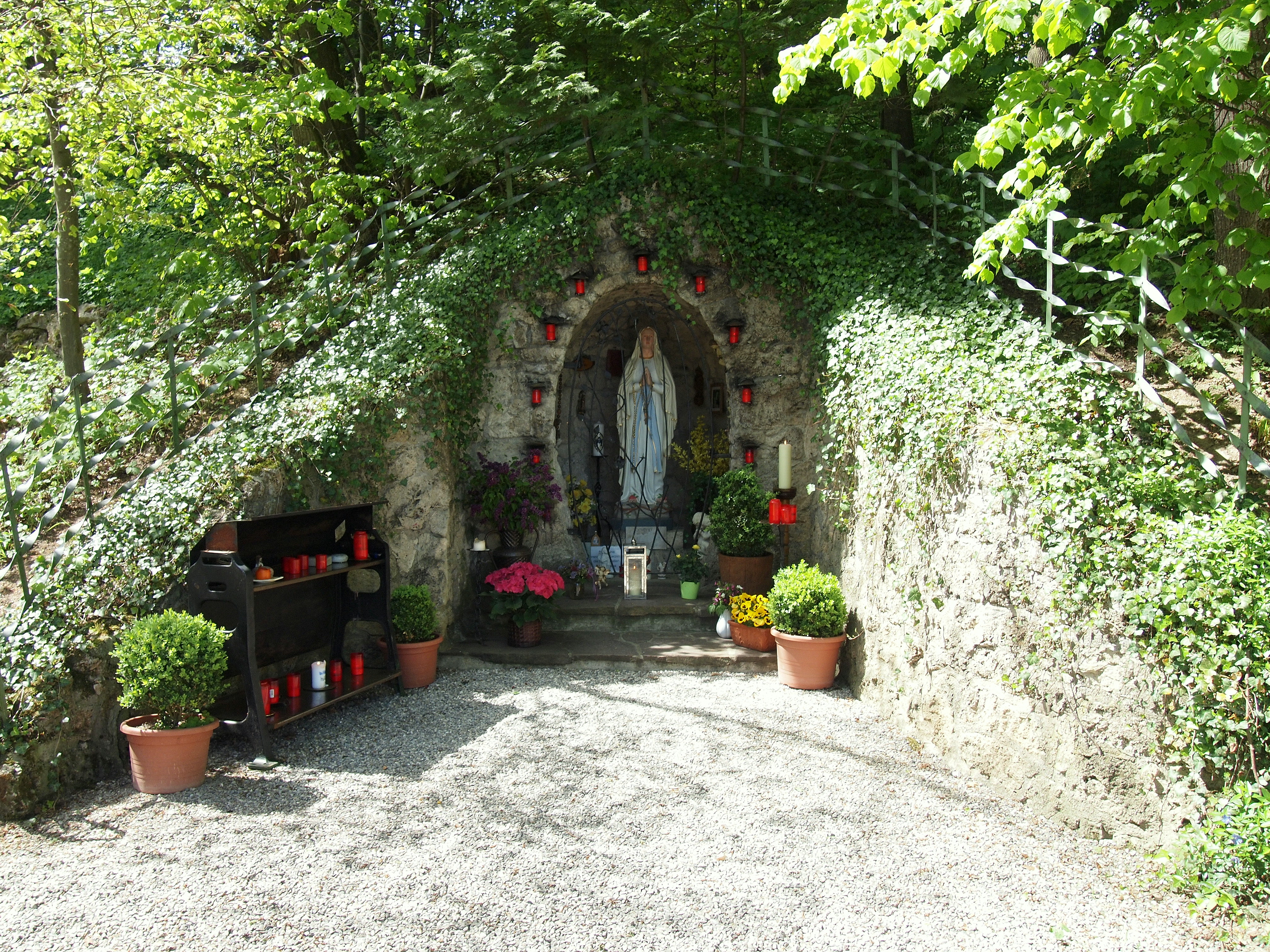
Mariengrotte in der Nähe des Ortsteils Felderhof

### Bis zur Gemeindegründung
Aus der Römerzeit ist anhand archäologischer Befunde mindestens ein Ziegelofen lokalisiert.
Im Jahr 1056 wurde Ettringen das erste Mal urkundlich erwähnt. Die Siedlung könnte jedoch schon im 5. Jahrhundert während der Landnahme gegründet worden sein. Als Grundherr im Ort ist von 1386 bis 1490 die Patrizierfamilie von Ostheim nachweisbar. Ettringen gehörte zur Herrschaft Schwabegg und seit 1705 zu den kurbayerischen Stammlanden.
Im Zuge der Verwaltungsreformen in Bayern wurde mit dem Gemeindeedikt von 1818 die Gemeinde Ettringen geschaffen.

### 19. und 20. Jahrhundert
Um die Hochwassergefahr zu bannen, begradigte man in der Mitte des 19. Jahrhunderts die Wertach. Ab 1957 wurde die Westsiedlung erbaut.

### Eingemeindungen
Im Zuge der Gebietsreform in Bayern wurden am 1. Mai 1978 die Gemeinden Siebnach und Traunried eingegliedert.

### Einwohnerentwicklung
| Jahr      | 1961 | 1970 | 1987 | 1991 | 1995 | 2000 | 2005 | 2010 | 2015 | 2020 |
| --------- | ---- | ---- | ---- | ---- | ---- | ---- | ---- | ---- | ---- | ---- |
| Einwohner | 2892 | 2919 | 2993 | 3232 | 3391 | 3468 | 3335 | 3247 | 3380 | 3494 |

## Politik

### Bürgermeister
Erster Bürgermeister ist seit 1996 Robert Sturm (* 1965) (CSU). Er wurde am 15. März 2020 mit 87,4 % der Stimmen für weitere sechs Jahre im Amt bestätigt.

### Gemeinderat
Bei der Kommunalwahl am 15. März 2020 ergab sich folgende Mandatsverteilung im Gemeinderat:
- CSU/Parteilose Wähler: 7 Sitze
- Freie Wähler: 5 Sitze
- Wählergemeinschaft Siebnach: 2 Sitze
- Dorfgemeinschaft Traunried: 2 Sitze

Gegenüber der Amtszeit 2014 bis 2020 gab es keine Änderung in der Sitzverteilung.

### Partnergemeinde
ist der namensgleiche Ort Ettringen (Eifel) im Landkreis Mayen-Koblenz, seit 1973

### Wappen
| Wappen von Ettringen | Blasonierung: „In Silber schräg gekreuzt ein wachsender roter Abtstab und ein wachsendes schwarzes Grabscheit, unten überdeckt mit einem blauen Wellenbalken.“ |
| Wappen von Ettringen | Wappenbegründung: Die geschichtliche Entwicklung wird im Gemeindewappen von Ettringen durch das Symbol aus dem Wappen der Augsburger Patrizierfamilie von Ostheim, das Grabscheit, sinnbildlich dargestellt, weil diese Adelsfamilie im späten Mittelalter längere Zeit durch größeren Grundbesitz mit dem Ort verbunden war und von 1386 bis 1490 die Grundherrschaft im Ort innehatte. Der Krummstab erinnert an die Kirchenpatrone St. Martin in der Pfarrkirche und St. Ottilia in der Gruftkapelle. Der Wellenbalken symbolisiert schließlich die durch die Gemeindegemarkung fließende Wertach. Dieses Wappen wird seit 1967 geführt. Den Entwurf und die Gestaltung des Wappens übernahm der Nördlinger Rudolf Mussgnug. |

### Flagge
Die Flagge wurde am 2. September 1975 durch Bescheid der Regierung von Schwaben genehmigt. Die Flagge ist weiß–blau–weiß gestreift mit aufgelegtem Gemeindewappen.

## Kultur und Sehenswürdigkeiten

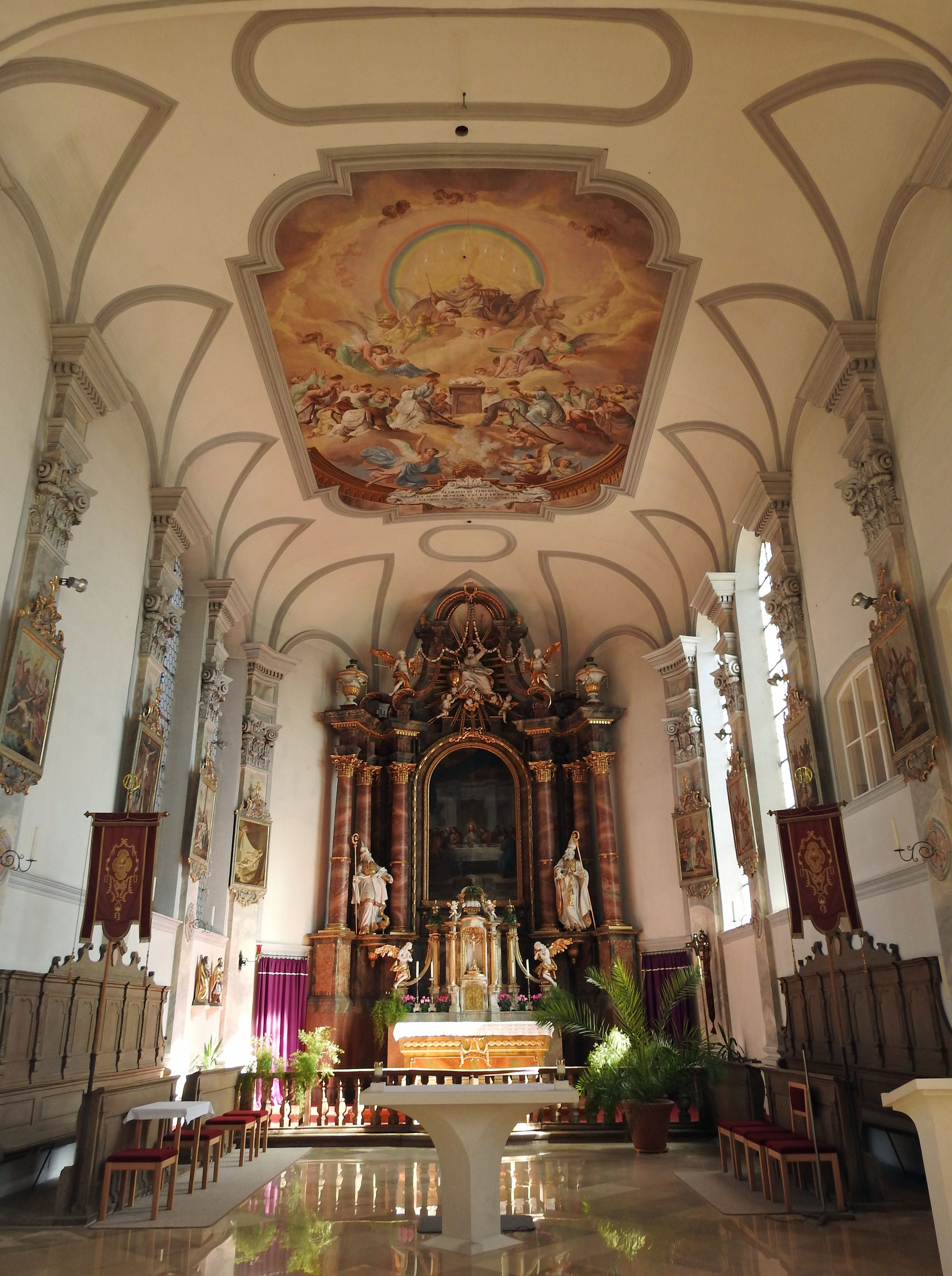
Innenansicht der Pfarrkirche in Ettringen

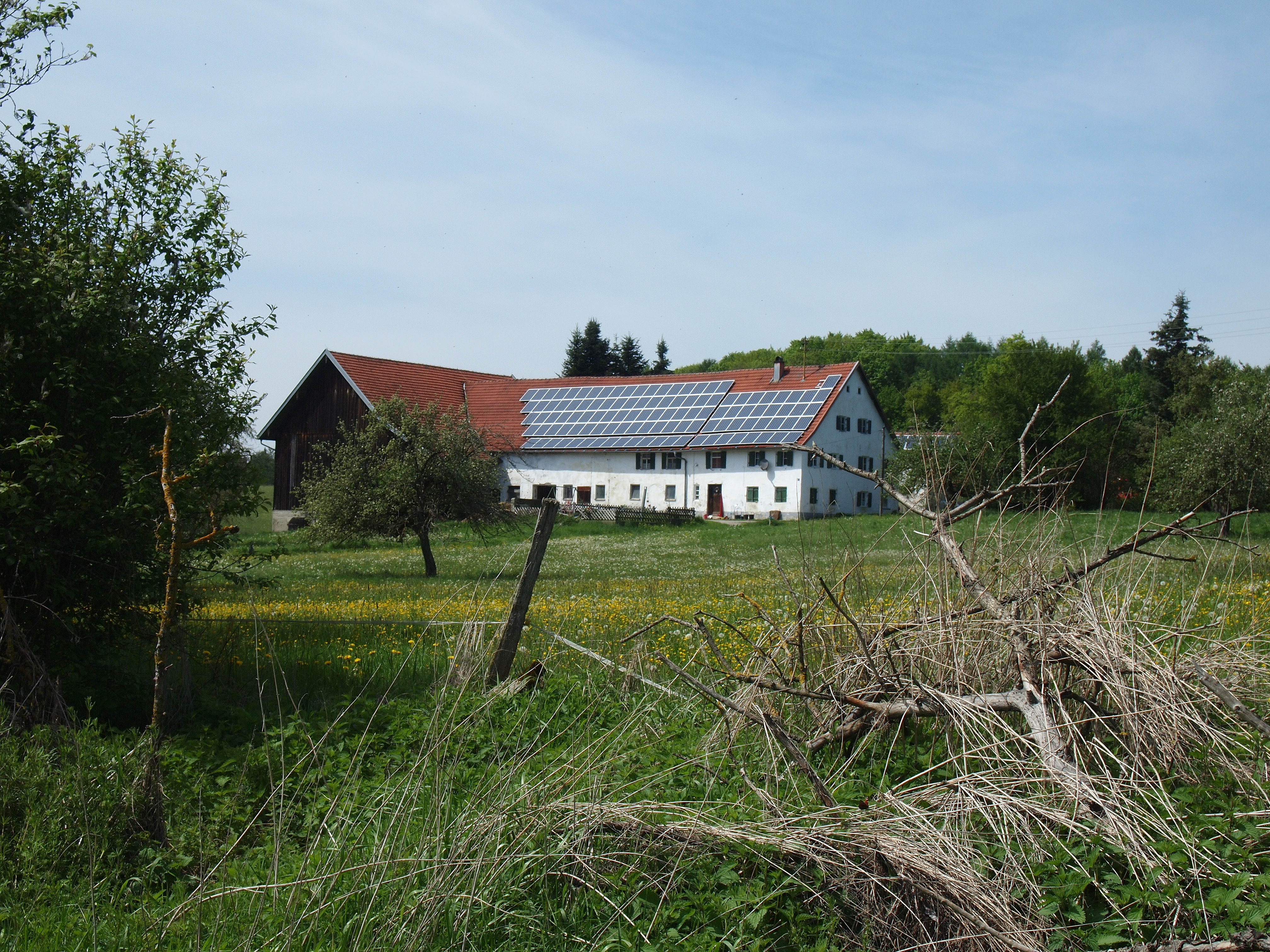
Gemeindeteil Ziegelstadel

- Über dem Ettringer Gemeindeteil Siebnach liegt auf dem Buchberg der hochmittelalterliche Burgstall Siebnach.
- Brunnenplatz: Alle 2 Jahre findet am Brunnenplatz das Brunnenfest statt.
- Pfarrkirche St. Martin und St. Nikolaus:[11] Der Turmunterbau stammt noch aus der 2. Hälfte des 15. Jahrhunderts, die Turmerhöhung erfolgte 1711/12. Unter Erhaltung des Turmes und der alten Chormauern errichteten Maurermeister Martin Stiller aus Ettringen und Zimmermann Franz Anton Prestele aus Türkheim 1785–87 die neue Kirche. Die Deckenfresken stammen vom Münchner Hofmaler Christian Wink. Den frühklassizistischen Altar schuf Hyazinth Stechele 1790, das Abendmahlsbild hat der Maler Konrad Huber im Jahre 1811 geschaffen. 2018 wurde die Kirche zuletzt außen renoviert.[12]

## Wirtschaft und Infrastruktur

### Wirtschaft einschließlich Land- und Forstwirtschaft
Es gab im Jahr 2020 nach der amtlichen Statistik im Bereich der Land- und Forstwirtschaft 43, im produzierenden Gewerbe 594 und im Bereich Handel und Verkehr 73 sozialversicherungspflichtig Beschäftigte am Arbeitsort. In sonstigen Wirtschaftsbereichen waren am Arbeitsort 151 Personen sozialversicherungspflichtig beschäftigt. Sozialversicherungspflichtig Beschäftigte am Wohnort gab es 1550. Im verarbeitenden Gewerbe gab es vier, im Bauhauptgewerbe zehn Betriebe. Zudem bestanden im Jahr 2016 71 landwirtschaftliche Betriebe mit einer landwirtschaftlich genutzten Fläche von 2135 ha, davon waren 1084 ha Dauergrünfläche.
Ein Teil der 2014 abgerissenen Kurzwellensendeanlage Wertachtal lag auf Ettringer Flur.

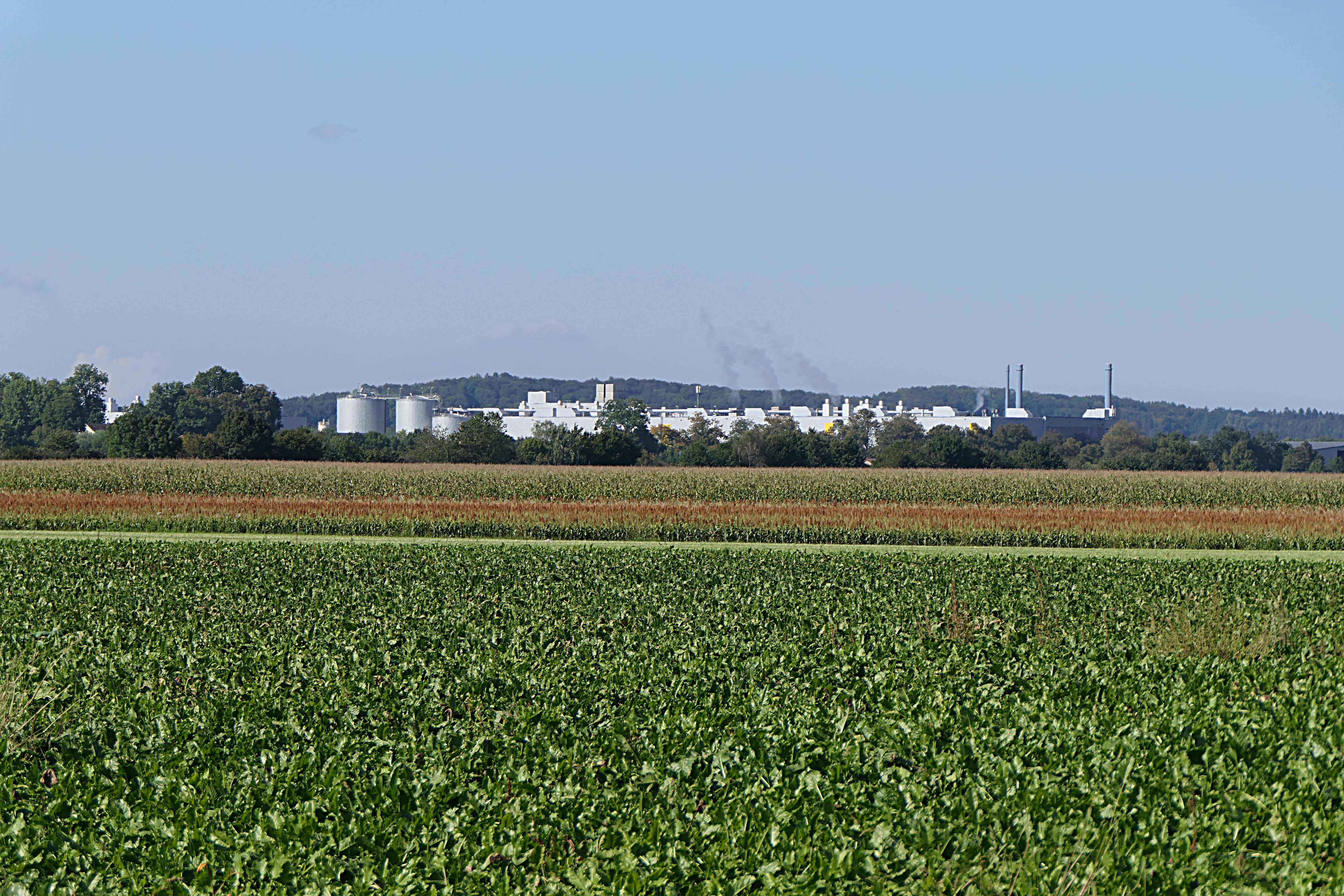
Papierfabrik UPM von Südosten

Das größte ortsansässige Unternehmen ist die Papierfabrik UPM Ettringen (auch als Lang Papier bekannt) mit einer Kapazität von 570.000 Tonnen Papier im Jahr und 470 Mitarbeitern.

### Verkehr

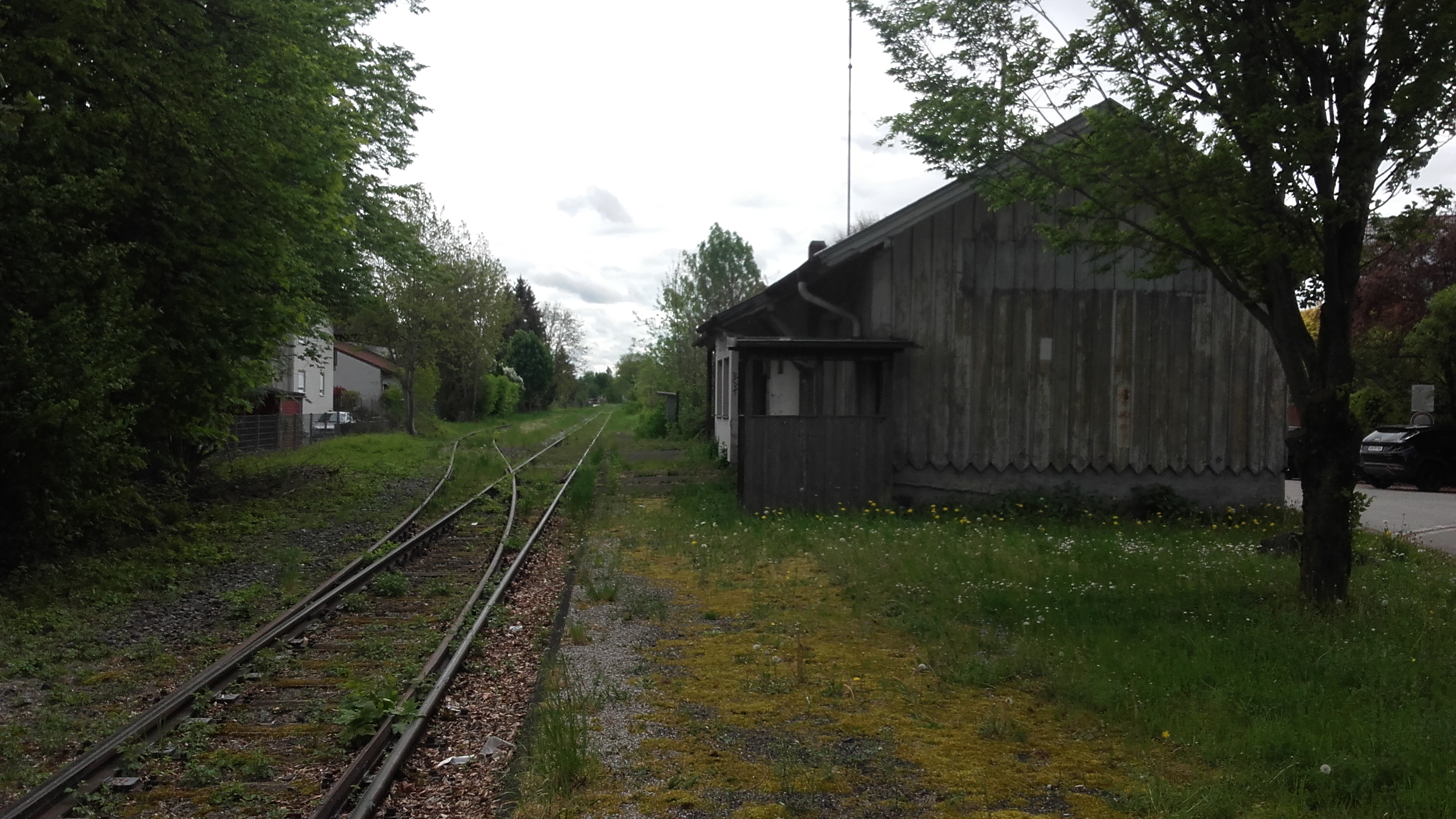
Stillgelegter Bahnhof Ettringen

Im Jahr 1908 erhielt Ettringen eine Eisenbahnverbindung nach Türkheim, sie wurde anschließend zur Bahnstrecke Gessertshausen–Türkheim (auch Staudenbahn genannt) ausgebaut. In den 1980er und 1990er Jahren wurde der Personenverkehr auf der Strecke nach und nach ganz und der Güterverkehr zu großen Teilen stillgelegt. Seit dem Jahr 2001 gibt es zwar wieder Personenverkehr auf Teilstrecken, aber Ettringen wird dabei nicht bedient. Zwischen Ettringen und Türkheim-Bahnhof verkehren jedoch Güterzüge.
Seit 2005 besitzt Ettringen eine Umgehungsstraße, die den Ort vom Durchgangsverkehr entlastet. Für den Eisenbahnanschluss der ortsansässigen Papierfabrik wurde eigens eine neue Wertachbrücke gebaut.

### Bildung
Im Jahr 2021 gab es folgende Einrichtungen:
- 2 Kindertageseinrichtungen: 171 Kindergartenplätze mit 158 Kindern
- 2 Volksschulen („Albert-Schweitzer-Grundschule“ und „Albert-Schweitzer-Mittelschule“): 17 Lehrkräfte und 232 Schülerinnen und Schüler in einem Gebäudekomplex

## Söhne und Töchter der Gemeinde
- Michael Stiller (um 1690–um 1758/1759), Stuckateur, Bauhandwerker und Maurer
- Michael Lang (1862–1932), Papierfabrikant und Ehrenbürger der Gemeinde Ettringen
- Bonifatia Wiedemann (* 1934), Ordensgeistliche, Priorin des Klosters St. Alban 1966–2004